# Ian Murray (Politiker, 1976)

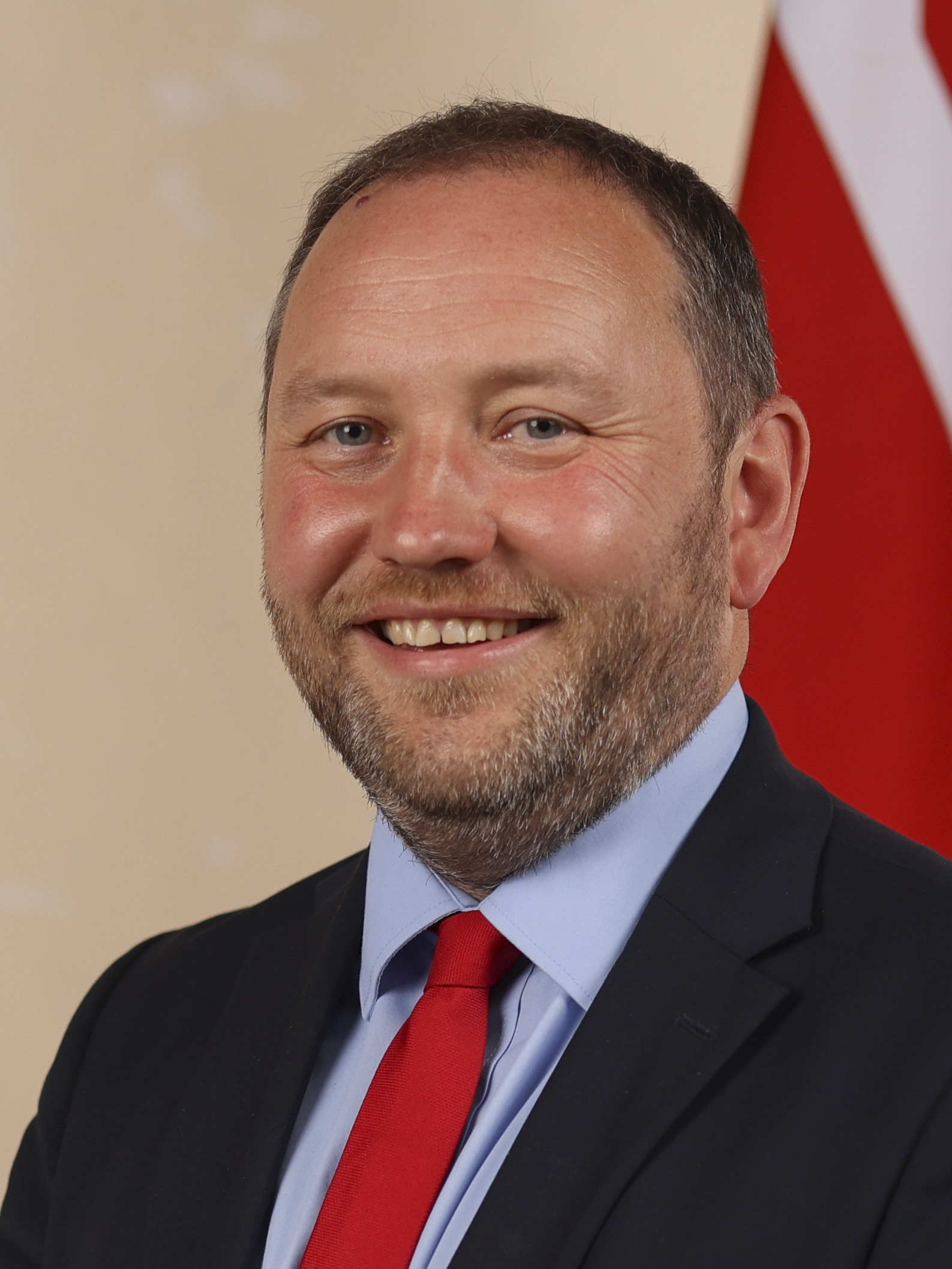
Ian Murray, 2024

Ian Murray (* 10. August 1976 in Edinburgh) ist ein schottischer Politiker der Scottish Labour Party.

## Leben
Murray wurde 1976 als Sohn eines Küfers im südwestlichen Edinburgher Stadtteil Wester Hailes geboren. Er besuchte die Dumbryden Primary School sowie das Wester Hailes Education Centre. An der Universität Edinburgh studierte Murray Sozialpolitik und Jura. Während seiner Studienzeit arbeitete er nebenbei als Lieferfahrer und baute dann einen eigenen Lieferdienst auf. Nach Studienabschluss war Murray im Medienbereich beschäftigt. Er gründete schließlich sein eigenes Unternehmen für Eventmanagement. Ab 2005 betrieb er zusammen mit seiner Lebenspartnerin verschiedene Gaststätten.

## Politischer Werdegang
Im Vorfeld der Unterhauswahlen 2001 war Murray mit der Wahlkampforganisation im Wahlkreis Edinburgh Pentlands befasst. 2003 wurde er für die Labour Party in den Edinburgher Regionalrat gewählt. Bis zu seinem Rücktritt 2010 vertrat er dort die Distrikte Alnwickhill sowie Liberton/Gilmerton.
Nachdem sein Parteikollege Nigel Griffiths, welcher den Wahlkreis Edinburgh South seit 1987 im britischen Unterhaus vertreten hatte, zu den Unterhauswahlen 2010 nicht mehr antrat, wurde Murray als Nachfolger aufgestellt. Am Wahltag erhielt er knapp den größten Stimmenanteil vor dem Liberaldemokraten Fred Mackintosh und zog in der Folge erstmals in das House of Commons ein. Dort fungierte er bis 2011 als Parliamentary Private Secretary unter Ivan Lewis. Des Weiteren war er Mitglied des Business, Innovation and Skills Committee, des Environmental Audit Committee sowie des Committees on Arms Export Controls. Im Schattenkabinett der Labour Party nahm Murray ab Oktober 2011 einen juniorministeriellen Posten für Business, Innovation and Skills ein.
Bei den britischen Unterhauswahlen 2015 verteidigte Murray sein Mandat und ist nach den massiven Stimmgewinnen der SNP bei diesen Wahlen der einzige schottische Labour-Abgeordnete und nur einer von drei schottischen Abgeordneten, die nicht der SNP angehören. Im Labour-Schattenkabinett war er seitdem als Schottlandminister vorgesehen. Am 26. Juni 2016 trat Murray aus dem Schattenkabinett zurück. Bei den vorgezogenen Unterhauswahlen 2017 behauptete Murray sein Mandat.
Nach der Britischen Unterhauswahl 2024 wurde Murray am 5. Juli 2024 zum Minister von Schottland (Secretary of State for Scotland) ernannt.